# Штифель, Михаэль
Михаэль Штифель (нем. Michael Stifel, около 1487, Эсслинген-на-Неккаре — 19 апреля 1567, Йена) — немецкий математик, один из изобретателей логарифмов, активный деятель протестантской Реформации.

## Биография
Штифель вырос в богатой семье. Он учился в Виттенбергском университете, где получил звание магистра. В 1511 году Штифель постригся в монахи, проживал в августинском Эсслингенском монастыре. Вскоре началась Реформация, и Штифель стал на сторону Лютера. Его поэма Von der christfermigen rechtgegründeten leer Doctoris Martini Lutheri (1522) вызвала скандал, и Штифель вынужден был бежать во Франкфурт-на-Майне. Лютер помог ему устроиться пастором.
В этот период Штифель занялся нумерологическим исследованием Библии, пытаясь найти в ней скрытый числовой смысл. В его книге «О конце света» он заявил, что имя незадолго до того скончавшегося римского Папы Льва X (LEO DECIMVS) совпадает с Числом Зверя, и поэтому конец света настанет 19 октября 1533 года в 8 часов утра. Когда его предсказание не сбылось, его арестовали и заключили на 4 недели в тюрьму. В дальнейшем он не пытался делать какие-либо предсказания.
С 1535 по 1547 год Штифель был протестантским пастором в Хольцдорфе. К этому периоду относятся его главные труды в области математики. Затем началась Шмалькальденская война, и Штифелю вновь пришлось бежать (в Кёнигсберг). В 1559 году он переехал в Йену, где стал первым профессором математики в университете города.

## Научная деятельность
Штифель оставил заметный след в развитии алгебры. В его главном труде Arithmetica integra (Нюрнберг, 1544) он дал содержательную теорию отрицательных чисел, возведения в степень, различных прогрессий и других последовательностей. Штифель впервые использовал понятия «корень» и «показатель степени» (лат. exponens), причём подробно анализировал и целые, и дробные показатели. Опубликовал правило образования биномиальных коэффициентов и составил их таблицы до 18-й степени. Штифель переработал (фактически написал заново) книгу алгебраиста (коссиста) Кристофа Рудольфа, и использованные там современные обозначения арифметических операций с этого момента укоренились в математике (1553).
В этой же книге он впервые высказал идею, которая позже легла в основу теории логарифмов, и поэтому считается одним из их изобретателей: сопоставить геометрическую и  арифметическую прогрессии, благодаря чему трудоёмкое умножение на второй шкале можно заменить простым сложением на первой. Штифель, однако, не опубликовал никаких расчётных таблиц для реализации своей идеи, и слава первооткрывателя логарифмов досталась Неперу.

## Труды
- Ein Rechen Büchlein — Виттенберг, 1532.
- Arithmetica integra — Нюрнберг, 1544.
- Deutsche Aritmetica — Нюрнберг, 1545.
- Rechenbuch von der welschen und deutschen Practick — Нюрнберг, 1546.
- Die Coss Christoffs Rudolffs — Кёнигсберг, 1553.[2]